# Nijlbaars

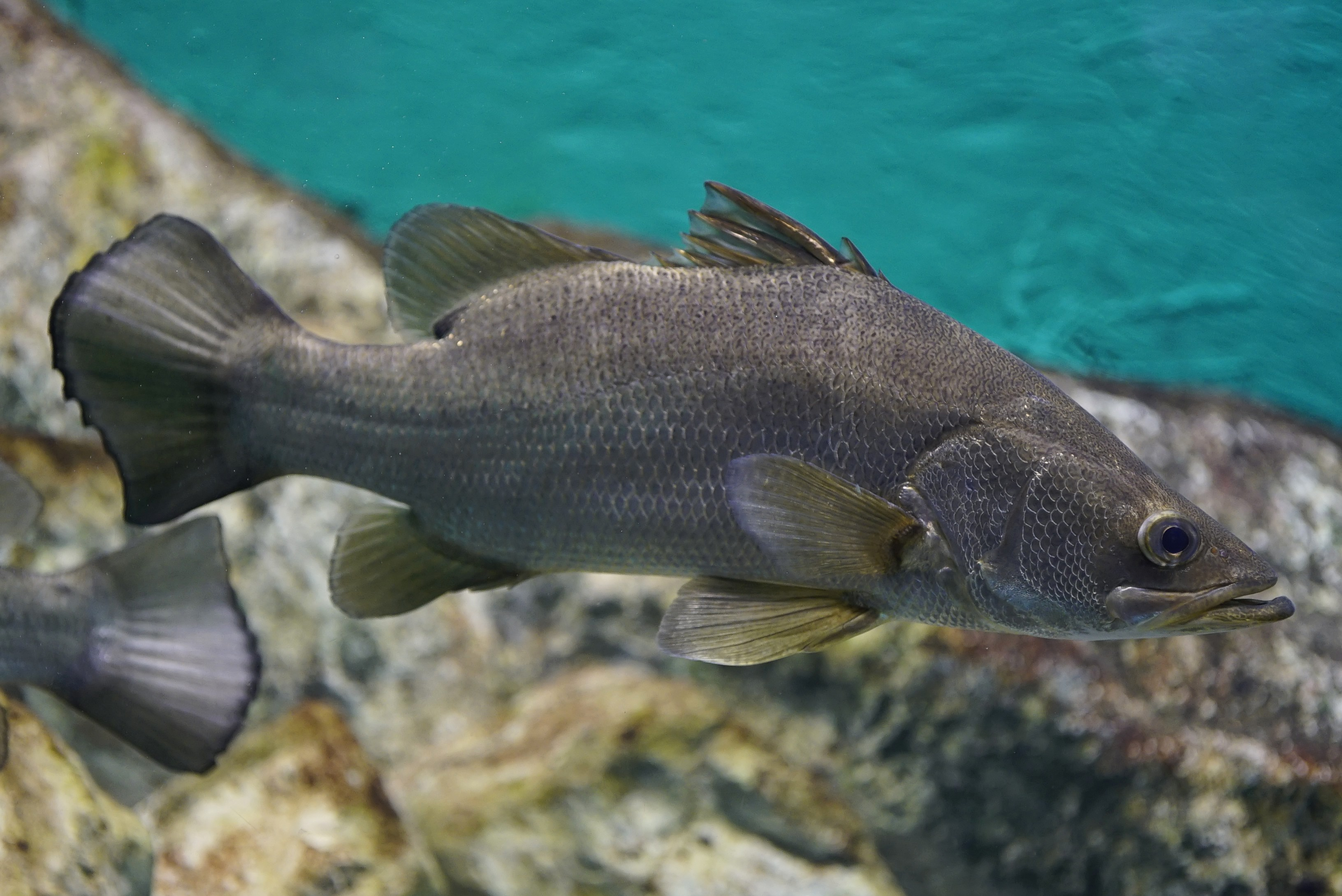

De nijlbaars of Victoriabaars (Lates niloticus) is een soort zoetwatervis uit de familie van de reuzenbaarzen (Latidae). De nijlbaars leeft nu verspreid over heel tropisch Afrika, maar kwam oorspronkelijk voor in het Tsjaadmeer, de Kongo, de Nijl, de Sénégal, de Volta, en andere rivierbekkens. Hij komt ook voor in de brakke wateren van het Marioutmeer in Egypte.

## Kenmerken
De nijlbaars is zilver van kleur, met een blauwe glans. Hij heeft uitgesproken zwarte ogen, met een heldergele buitenste ring. Hij is een van de grootste zoetwatervissen met een maximumlengte van bijna twee meter en een gewicht tot 200 kilogram.
Volwassen nijlbaarzen kunnen overal in een meer overleven zolang er genoeg zuurstof aanwezig is; jongere exemplaren overleven alleen in de ondiepere gebieden dicht bij de kusten. De nijlbaars is een geduchte roofvis die zich voedt met vis (zijn eigen soort inbegrepen), kreeftachtigen en insecten. De jongen eten ook plankton.
Oorspronkelijk werd de nijlbaars geklasseerd als Labrus niloticus. De soort is ook bekend als de Afrikaanse snoek en heeft inlandse namen in verschillende Afrikaanse talen. Voor 2004 werd de nijlbaars ingedeeld in de familie glasbaarzen (Centropomidae), maar werd later in de nieuwe familie reuzenbaarzen (Latidae) ingedeeld.
De soort is van grote commerciële waarde als voedselproduct. Hij is ook populair bij sportvissers en wordt gekweekt in viskwekerijen.

## Geschiedenis
In de late Egyptische prehistorie (vanaf ca.3600 v.Chr., de Naqada II-periode) speelden grote nijlbaarzen al een rol in religieuze rituelen, zoals in het zuidelijke Hierakonpolis. Een van de eerste koningen van de oud-Egyptische eerste dynastie werd Aha ('vechter') genoemd, tevens de naam voor de nijlbaars in de Oudegyptische taal. De krijgszuchtige en ook scheppende godin Neith werd speciaal met deze vis geassocieerd in Latopolis, 'Stad van de Nijlbaars'. In oud-Egyptische graven vanaf het Oude Rijk wordt deze soort regelmatig samen met een Tilapia nilotica afgebeeld, terwijl ze door de grafeigenaar worden gespiest met een speer. Dit moet worden geduid als een symbolische afbeelding, want Tilapia en Lates hebben verschillende biotopen en de nijlbaars van het diepere water is niet met een speer te vangen. Bovendien vormen beide (zeer) grote vissoorten een vanaf de vroegste tijd geliefde bron van dierlijke eiwitten.

## Uitzetting in het Victoriameer
De nijlbaars werd in de jaren vijftig uitgezet in het Victoriameer in Oost-Afrika. De bedoeling was hem te gebruiken voor de commerciële visserij, maar de introductie had een catastrofaal effect op het lokale visbestand. Vele honderden plaatselijke soorten zijn nu uitgestorven in het meer. Hoewel de nijlbaars op korte termijn wel nuttig was voor de grote visbedrijven, is het voordeel op langere termijn veel minder duidelijk, omdat de nijlbaars nu overbevist wordt.
De inbreuk op het lokale ecosysteem had ook een ontwrichtend socio-economisch effect op de lokale gemeenschappen rondom het meer. Hoewel de industriële visserij miljoenen export-dollars heeft opgebracht, werd vele kleine vissers hun traditionele inkomen ontnomen. Bovendien is de nijlbaars moeilijk te drogen, omdat het een vettere vis is dan de lokale soorten. Daardoor stijgt de vraag naar brandhout en neemt de ontbossing toe, waardoor het meer dan weer te lijden krijgt van vervuiling door de erosie.
De komst van de nijlbaars in het Victoriameer is een veel geciteerd voorbeeld van de negatieve invloed die de introductie van vreemde diersoorten kan hebben op ecosystemen en op de bevolking die daarvan afhangt.

## Film
In Darwin's Nightmare (2004), een documentaire van de Oostenrijkse documentairemaker Hubert Sauper worden de gevolgen van de nijlbaars-industrie voor de vissers van Mwanza getoond.